# Pentarhizidium intermedium
Pentarhizidium intermedium är en pärlbräkenväxtart som först beskrevs av Carl Frederik Albert Christensen, och fick sitt nu gällande namn av Bunzo Hayata. Pentarhizidium intermedium ingår i släktet Pentarhizidium och familjen Onocleaceae. Inga underarter finns listade.